# Virgil Popa (dirijor)
Virgil Popa (n. 8 octombrie 1975, Roma, România) este un dirijor de origine română, stabilit în Spania. Acesta este fondatorul Orchestrei Internaționale din Madrid, fiind conductor și la Orchestra Simfonică Stradivari.